# Rebel Records (États-Unis)
Pour les articles homonymes, voir Rebel.
Rebel Records est un label discographique indépendant américain, dont le siège social est installé à Charlottesville, en Virginie, et qui est spécialisé dans l'édition d'œuvres musicales de style bluegrass et old-time music.
Rebel Records a joué un rôle important dans la définition, la diffusion, et la popularité de la musique bluegrass : quelques-uns des orchestres ou des groupes les plus célèbres, dont The Country Gentlemen et Ralph Stanley ont publié leurs œuvres sous son enseigne qui a ainsi contribué à préserver le caractère artisanal, familial et populaire de la musique bluegrass. Rebel Records a aussi permis, à des artistes, de se rencontrer et d'expérimenter, ensembles, des créations qui placent la musique bluegrass au carrefour de toutes les musiques traditionnelles ou contemporaines.

## Histoire
Rebel Records est fondé en novembre 1959, à Mount Rainier, dans le Maryland par Dick Freeland, Bill Carroll et Sonny Compton,. Les débuts de Rebel Records doivent beaucoup au hasard. À cette époque, le spectacle hebdomadaire Hayloft Hoedown de Buzz Busby avait assuré la popularité du bluegrass du côté de Washington.
Bill Caroll avait vendu des réservations pour les concerts de Buzz Busby et à l'occasion pour Reno and Smiley. Quand Buzz Busby retourna dans sa Louisiane natale pour participer au Louisiana Hayride, Bill Caroll signa un accord pour publier, à nouveau, sur son label Carol, un disque 45 tours de Buzz Busby qui avait déjà été publié sur le label Jiffy. À cette époque, Dick Freeland, qui était déjà ami avec Bill Caroll au lycée et qui avait toujours manifesté de l'intérêt pour la musique bluegrass, était devenu son partenaire en affaire. Lorsque Sonny « Zap » Compton décide de s'associer avec eux, ils décident de créer un nouveau label nommé Rebel.
En 1980, Dick Freeland qui était devenu le seul propriétaire de la société, la cède à David Freeman, le fondateur de County Records.

## Groupes et artistes
Le catalogue de Rebel Records comprend les groupes et artistes suivants :
- Bill Emerson
- Bill Emerson and Cliff Waldron
- Bill Emerson and The Sweet Dixie Band
- Bill Harrell
- Blue Highway
- Butch Baldassari
- Charlie Sizemore
- Chris Jones
- Chris Jones and The Night Drivers
- Cliff Waldron
- Cody Kilby
- The Country Gentlemen
- Dave Evans
- David Davis and the Warrior River Boys
- Del McCoury
- Del McCoury and the Dixie Pals
- Don Rigsby & Midnight Call
- Forbes Family
- Front Porch String Band
- IIIrd Tyme Out
- J. D. Crowe
- Joe Mullins and the Radio Ramblers
- John Starling and Carolina Star
- Junior Sisk
- Karl Shiflett and Big Cuntry Show
- Kenny Baker
- Larry Rice
- Larry Sparks
- Lilly Brothers and Don Stover
- Lilly Brothers
- Lost and Found
- Lou Reid and Carolina
- Lou Reid, Terry Baucom and Carolina
- Mark Newton
- Mark Newton Band
- Melvin Goins
- Paul Adkins and the Borderline Band
- Paul Williams and His Victory Trio
- Perfect Strangers
- Ralph Stanley and Friends
- Ralph Stanley and The Clinch Moutain Boys
- Ralph Stanley
- Ralph Stanley II
- Reno and Smiley
- Rhonda Vincent
- Richard Bennett
- Ricky Skaggs et Keith Whitley
- Rock County
- Ronnie Bowman
- The Seldom Scene
- The Stanley Brothers
- Steep Canyon Rangers
- Tony Holt and the Wilwood Valley Boys
- Tony Rice
- Traditional Grass